# Xã Glen, Quận Edmunds, South Dakota
Xã Glen (tiếng Anh: Glen Township) là một xã thuộc quận Edmunds, tiểu bang Nam Dakota, Hoa Kỳ. Năm 2010, dân số của xã này là 48 người.